# Liste der Auslandsreisen von Bundeskanzler Kurt Georg Kiesinger
Der deutsche Bundeskanzler Kurt Georg Kiesinger führte in seiner Amtszeit, vom 1. Dezember 1966 bis zum 21. Oktober 1969, folgende offizielle Auslandsreisen durch.

## Liste der Auslandsbesuche

### 1967
| Datum            | Ort                              | Bemerkung/Quelle |
| ---------------- | -------------------------------- | ---------------- |
| 13.–14. Januar   | Paris ( Frankreich)              | [ 1 ]            |
| 15.–16. August   | Washington ( Vereinigte Staaten) | [ 2 ]            |
| 23.–25. Oktober  | London ( Vereinigtes Königreich) | [ 3 ]            |
| 20.–22. November | Neu-Delhi ( Indien)              | [ 4 ]            |
| 22.–24. November | Rangun ( Birma)                  | [ 5 ]            |
| 24.–26. November | Colombo ( Ceylon)                | [ 6 ]            |
| 26.–28. November | Rawalpindi ( Pakistan)           | [ 7 ]            |

### 1968
| Datum             | Ort                                  | Bemerkung/Quelle                               |
| ----------------- | ------------------------------------ | ---------------------------------------------- |
| 1.–2. Februar     | Rom ( Italien)                       | [ 8 ]                                          |
| 3. Februar        | Vatikanstadt                         | [ 9 ]                                          |
| 15. Februar       | Paris ( Frankreich)                  | [ 10 ]                                         |
| 5.–9. September   | Ankara, Izmir und Istanbul ( Türkei) | [ 11 ]                                         |
| 9.–12. September  | Ramsar ( Iran)                       | [ 12 ]                                         |
| 12.–15. September | Kabul ( Afghanistan)                 | [ 13 ]                                         |
| 24.–28. Oktober   | Lissabon ( Portugal)                 | [ 14 ]                                         |
| 28.–30. Oktober   | Madrid ( Spanien)                    | Treffen mit Staatschef Francisco Franco        |
| 13. November      | Brüssel ( Belgien)                   | Rede vor den „Grandes Conférences Catholiques“ |

### 1969
| Datum        | Ort                              | Bemerkung/Quelle |
| ------------ | -------------------------------- | ---------------- |
| 13.–14. März | Paris ( Frankreich)              | [ 17 ]           |
| 27.–29. März | Wien ( Österreich)               | [ 18 ]           |
| 17.–21. Mai  | Tokio und Kyōto ( Japan)         | [ 19 ]           |
| 7.–9. August | Washington ( Vereinigte Staaten) | [ 20 ]           |